# Willebroeck
Willebroeck ou Willebrouck (Willebroek en néerlandais) est une commune néerlandophone de Belgique située en Région flamande dans la province d'Anvers
À Willebroeck se trouve le fort de Breendonk, le seul camp de concentration implanté par les nazis en Belgique.

## Localités et sections de la commune
| # | Section    | Superf. (km²) | Habitants (2020) | Habitants par km² | Code INS |
| - | ---------- | ------------- | ---------------- | ----------------- | -------- |
| 1 | Willebroek | 10,59         | 18.282           | 1.726             | 12040A   |
| 2 | Blaasveld  | 4,53          | 4.382            | 967               | 12040C   |
| 3 | Heindonk   | 3,68          | 707              | 192               | 12040B   |
| 4 | Tisselt    | 8,55          | 3.449            | 403               | 12040D   |

## Héraldique
|  | La commune possède des armoiries qui lui ont été octroyées le 30 juin 1853 et à nouveau le 4 janvier 1995. Ce sont celles des derniers seigneurs de Willebroeck au XVIIIe siècle, la famille Helman. Historiquement, le village a utilisé un sceau du XVe au XVIIe siècle avec les armoiries de Grimbergen, les premiers seigneurs de Willebroeck jusqu'au XIVe siècle. Blasonnement : D'argent, à la bande de sable, chargée de trois têtes de lion arrachées d'or et lampassées de gueules placées dans le sens de la bande. (Traduction libre) Source du blasonnement : Heraldy of the World. |

## Démographie

### Évolution démographique: Avant la fusion des communes
- Sources : INS, Rem. : 1831 jusqu'en 1970 = recensements, 1976 = nombre d'habitants au 31 décembre[3].

### Évolution démographique: Commune fusionnée
Graphe de l'évolution de la population de la commune (la commune de Willebroeck étant née de la fusion des anciennes communes de Willebroeck, de Blaasveld, de Heindonk et de Tisselt, les données ci-après intègrent les quatre communes dans les données avant 1977).
- Source:Statbel - De:1831 à 1981=recensement de la population au 31 décembre; depuis 1990= population au 1er janvier[4]

## Folklore

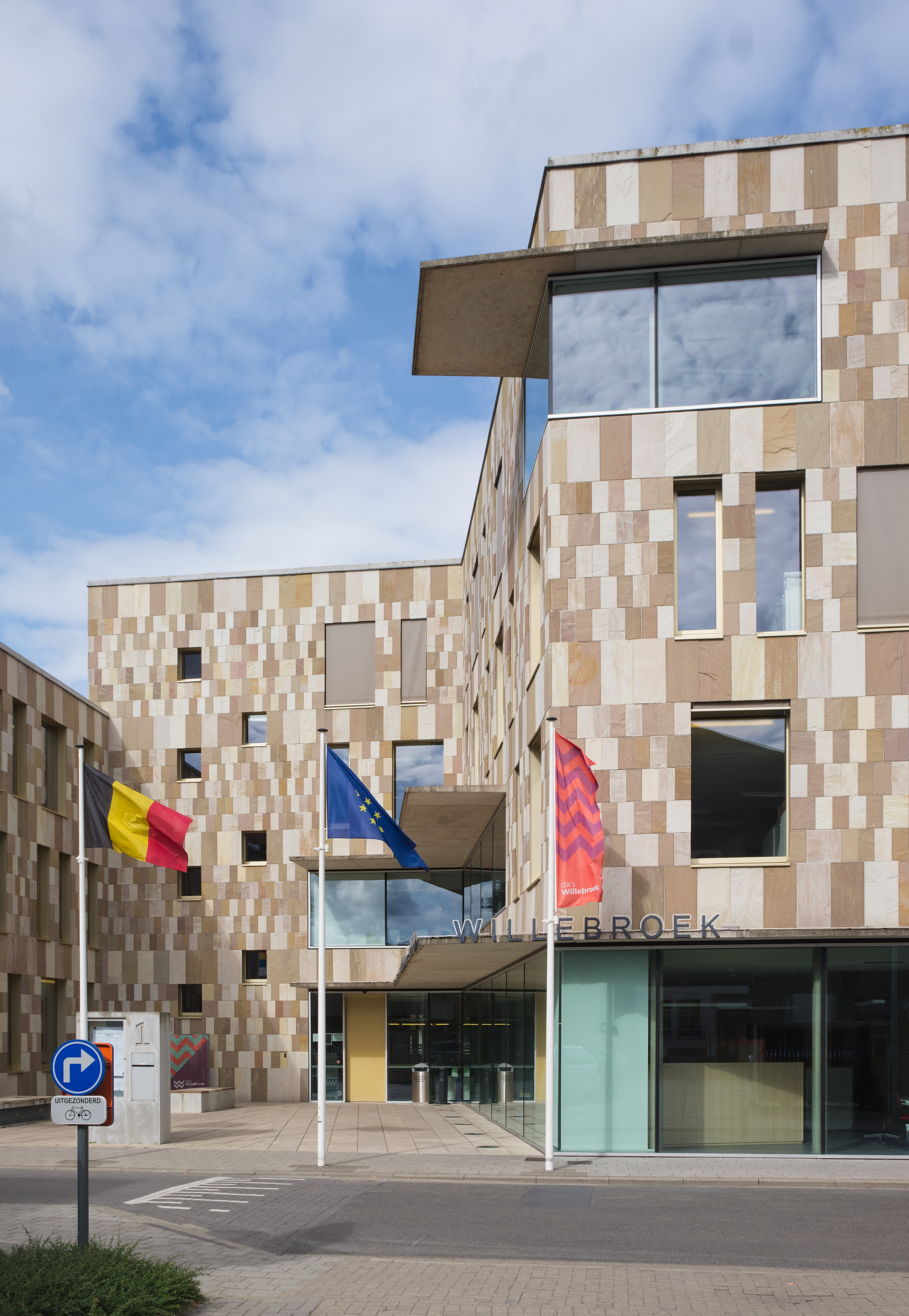
Hôtel de ville de Willebroeck

Grand cortège carnavalesque le dimanche 14 jours avant Pâques

## Célébrités
- Dimitri Vegas & Like Mike, duo de 2 frères DJ
- Alfons De Wolf (1956- ), coureur cycliste belge.

## Canal de Willebroeck

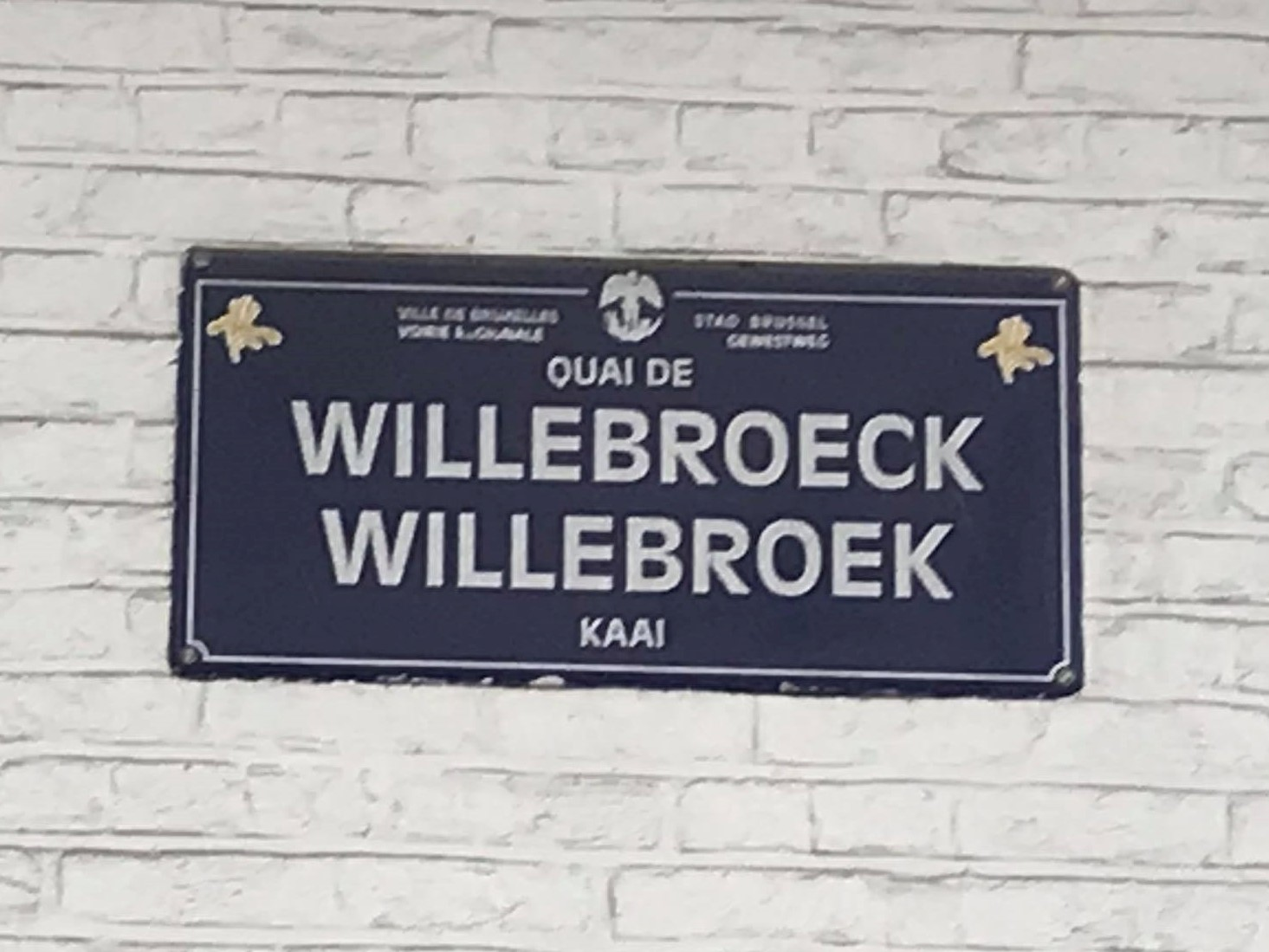
Plaque du quai de Willebroeck.

La commune a donné son nom au canal de Willebroeck qui relie Bruxelles à l'Escaut. Elle a également donné son nom au quai de Willebroeck à Bruxelles.